# Ironwood Forest National Monument
Pour les articles homonymes, voir Ironwood.
Ironwood Forest est un monument national des États-Unis situé dans le désert de Sonora, dans l’Arizona. Il a été déclaré monument national par la proclamation présidentielle 7320, le 9 juin 2000, par Bill Clinton. Le site s’étend sur environ 522 km2, il est géré par le Bureau of Land Management, qui dépend du Département de l’Intérieur. Une concentration significative de bois de fer est présente sur le site, ainsi que deux espèces animales et végétales reconnues au niveau fédéral en voie de disparition. Plus de 200 sites archéologiques Hohokam et paléo-indiens datant d’environ 600 à 1450 apr. J.-C.

## Le bois de fer
Le bois de fer Olneya tesota est un arbre séculaire dont certains spécimens sont estimés à plus de 800 ans. Ce bois de fer est un arbre essentiel car il offre une protection aux jeunes arbres d’autres espèces poussant lentement, pour qu’ils puissent s’établir malgré un climat aride où les températures diurnes peuvent dépasser 41°. Il fournit aussi de l’ombre et des perchoirs aux oiseaux. Ses fleurs couleur lavande fournissent également du nectar pour les abeilles et les autres insectes, ainsi que du fourrage pour les animaux. Les fleurs font place à des gousses de haricots qui servent de nourriture pour les animaux du désert.

## Faune et flore
Selon la Proclamation 7320, 674 plantes et espèces animales ont été identifiées dans les Silverbell Mountains, dont 64 mammifères, et 57 oiseaux, bien que le Bureau of Land Management a été incapable de vérifier ces affirmations. Des récentes études par le musée du désert Arizona-Sonora ont cependant documenté 560 espèces de plantes. Des ornithologues ont recensé plus de 80 espèces d’oiseaux migrateurs et non migrateurs.
Le cheptel des mouflons du désert de l’Arizona situé dans le site est la dernière population relique restante de mouflon du désert dans le sud du désert de l’Arizona, après avoir émigré à l’époque du Pléistocène en Amérique du Nord. Un ou deux spécimens de la chevêchette brune des cactus, déclarée espèce menacée en mars 1997 et retirée de cette liste par une ordonnance du tribunal le 14 avril 2006, ont été trouvés à côté et dans le site par des experts agréés. Un spécimen de l’espèce menacée Leptonycteris curasoae (petite chauve-souris à long nez) et un gîte ont été recensés dans le parc par les chercheurs de chauves-souris Karen Krebbs et Yar Petryszyn. Ils ont conclu que ce site pourrait être une halte importante d’alimentation pendant la migration du printemps, la présence de Leptonycteris curasoae étant probablement faible et fortuite. L. curasoae est une des seules chauves-souris qui migrent sur des longues distances, venant du sud, comme de Jalisco, au Mexique, à plus de 2 570 km.
Les petites populations d’Echinocactus horizonthalonius var. nicholii, bien qu'absentes sous les bois de fer, se développent dans des zones localisées très riches en calcaire. Parmi les autres espèces végétales notables se trouve la burseracée xérophile Bursera microphylla (en), surnommée « arbre-éléphant ».

## Activités
L’Ironwood Forest est gérée pour de multiples usages dont les loisirs, le pâturage du bétail et l’exploitation minière. Le pâturage du bétail, qui a été pratiqué continuellement pendant les 125 dernières années au moins, est actuellement pratiqué à des niveaux très faibles pour la conservation du site d’environ une vache pour tous les 1,6 km2. Les moutons et les chèvres domestiques sont interdits pour la protection du mouflon du désert. Le site n'offre presque aucune eau de surface mais possède des ressources d’eaux souterraines suffisantes. Les propriétaires d’un ranch de bétail entretiennent plus de 80 sources individuelles et artificielles d’eau dans le site, en plus des 14 sources d’eau entretenues par le Arizona Game and Fish Department et de l’Arizona Bighorn Sheep Society. La présence d’eau fournie par l’homme soutient l’abondance exceptionnelle d’oiseaux, de cerf hémione, de coyotes, de renards, de lynx, de pumas et d’autres espèces trouvées dans le site. Le peuple Hohokam fut le premier à exploiter les ressources minières de cette zone. Ils extrayaient de l’andésite, qui était utile pour faire des couteaux d’agave. Des couteaux en andésite provenant des mines des Hohokam dans l’Ironwood Forest ont été trouvés dans la mer de Cortez, au Mexique. L’extraction d’argent et de cuivre commença dans les Silverbell Mountains dans les années 1850, et continuent encore aujourd’hui. Les brebis des mouflons du désert préfèrent agneler dans les zones de résidus miniers car elles sont hautes, raides et en terrain ouvert, ce qui leur permet de voir et d’échapper aux prédateurs.

## Galerie

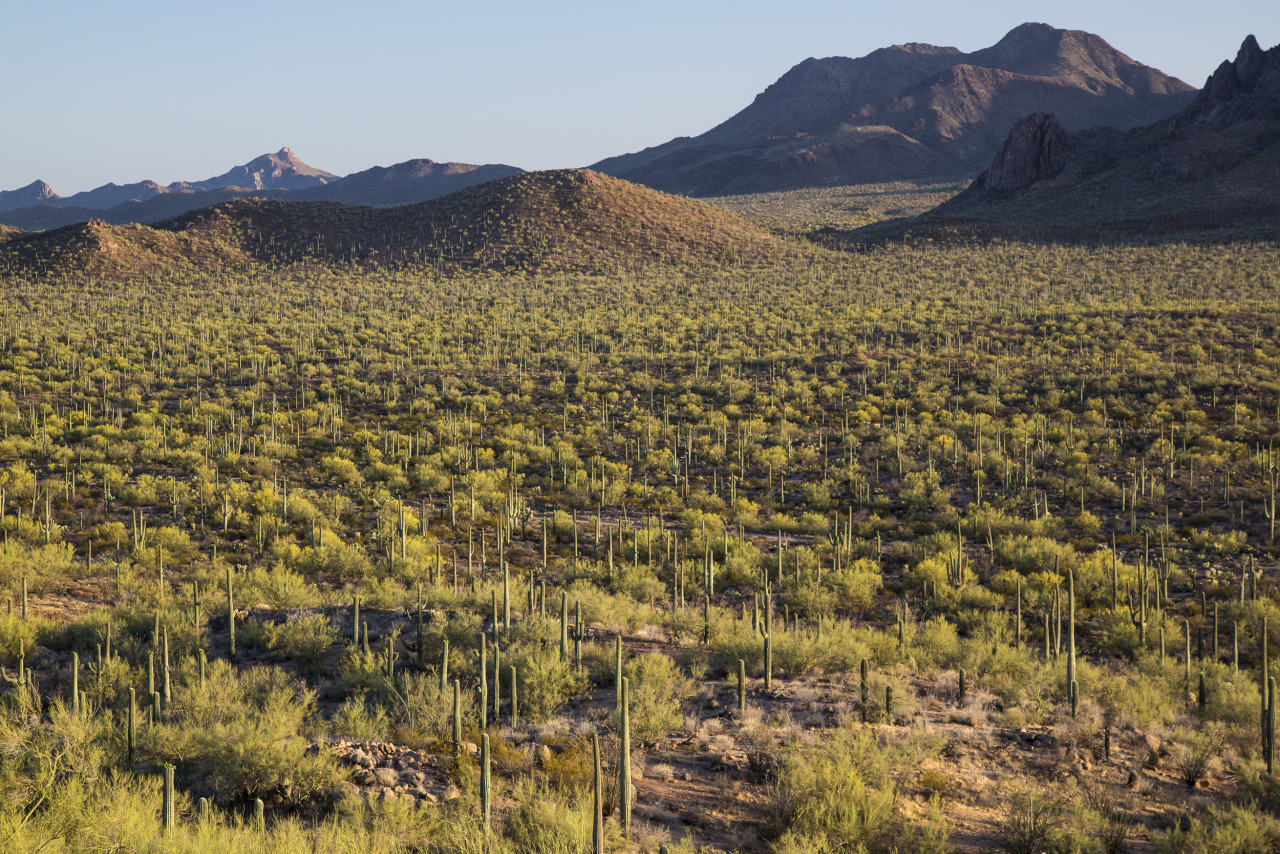
Saguaros.
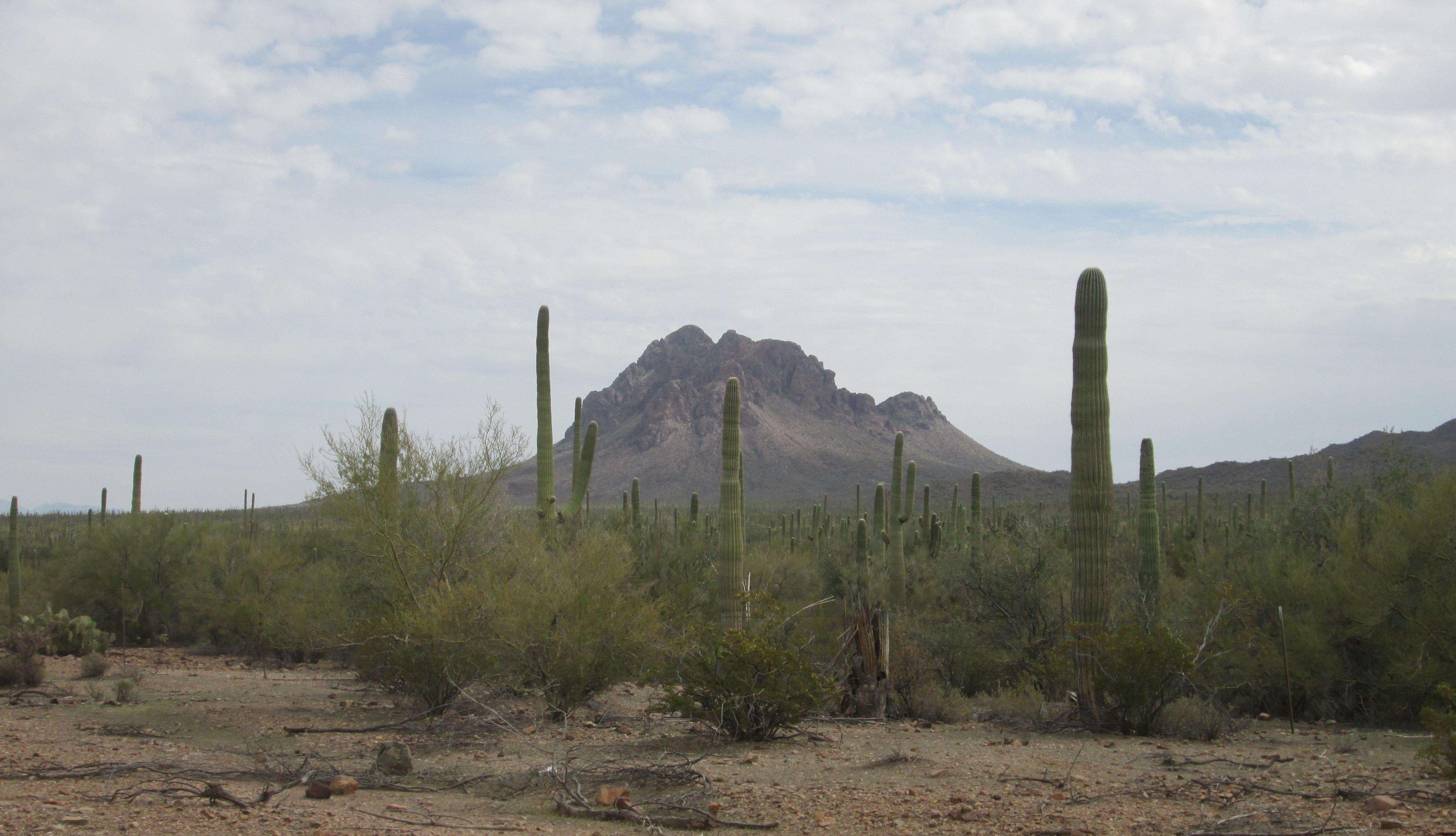
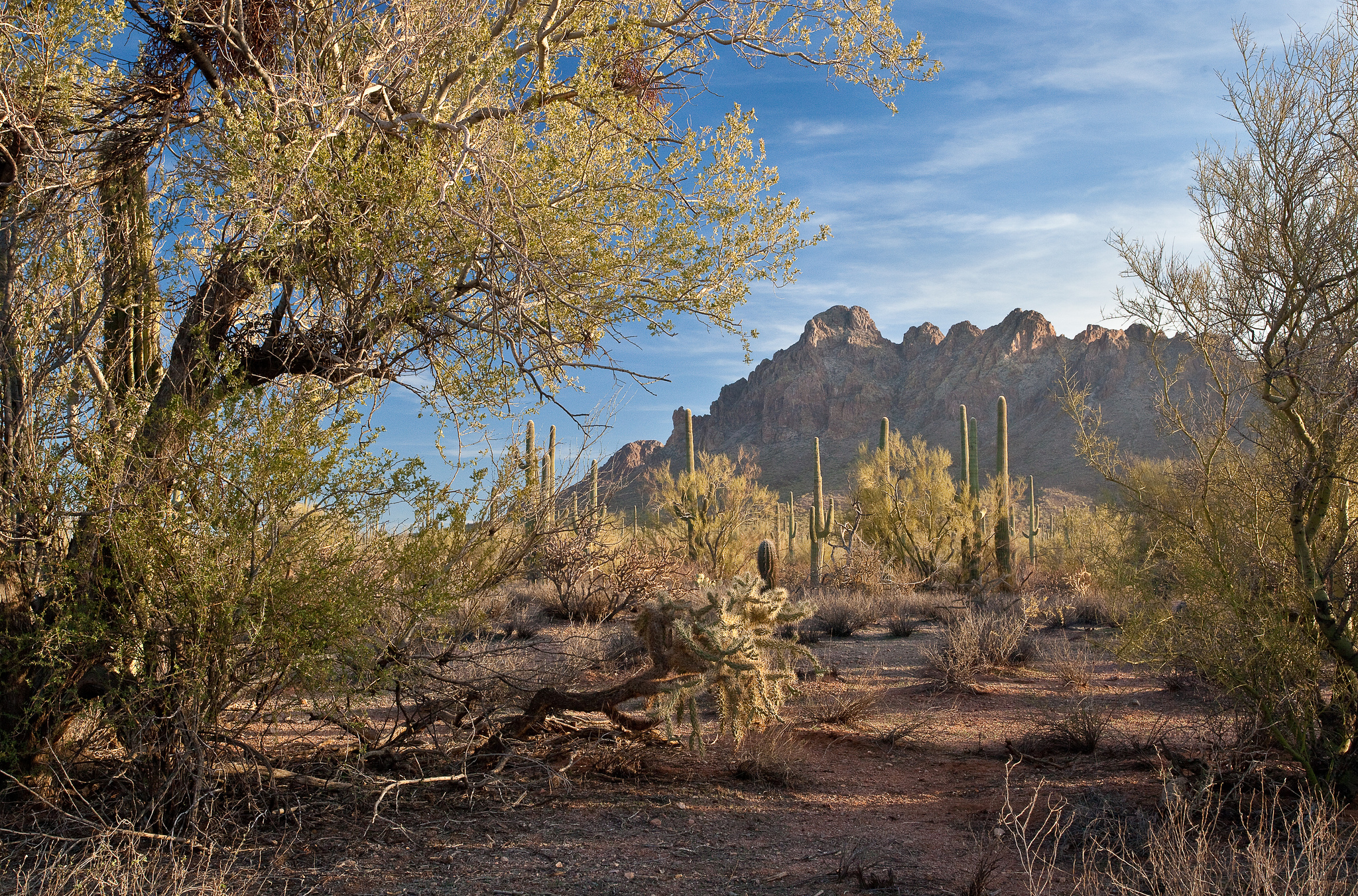
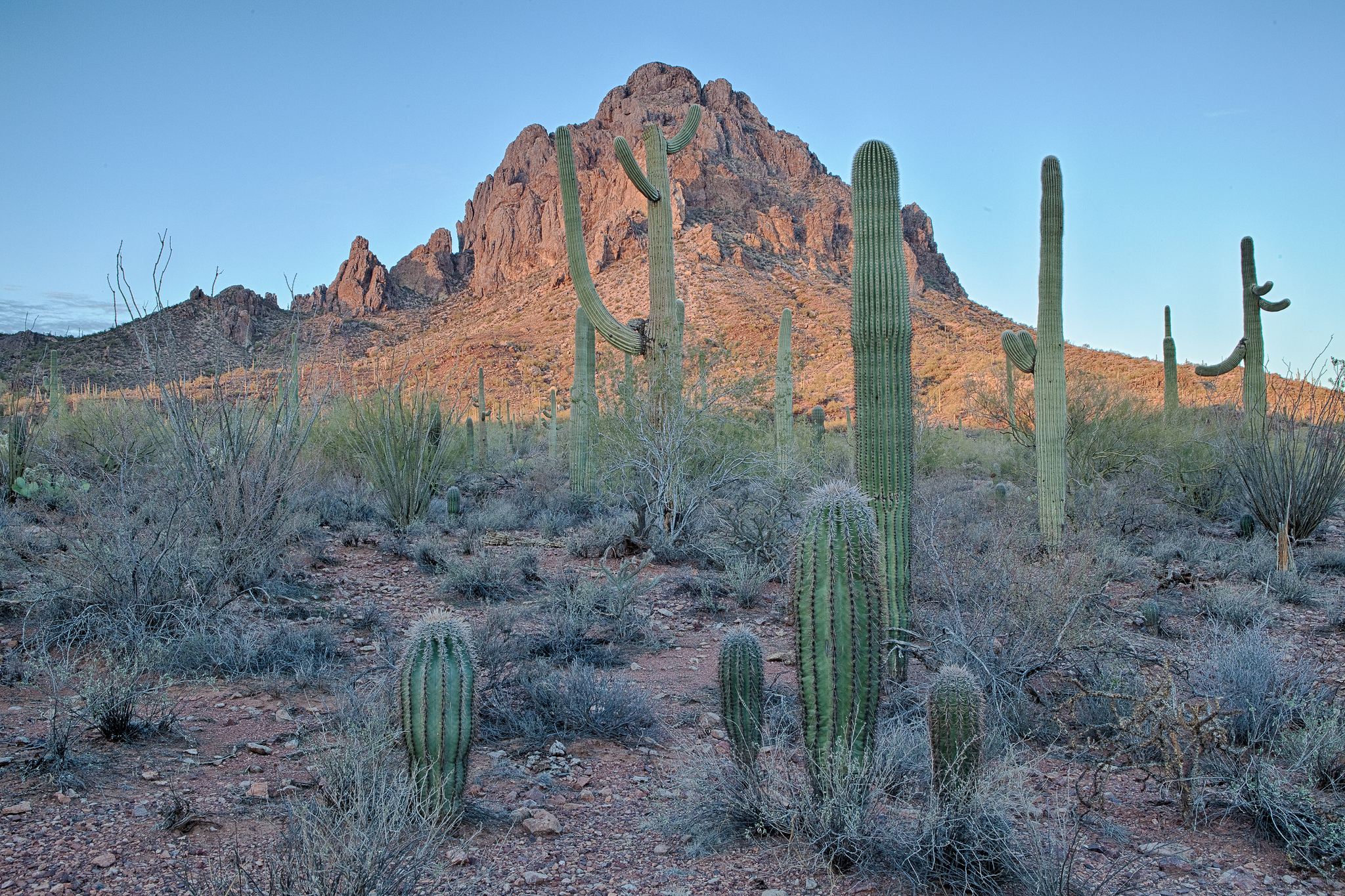
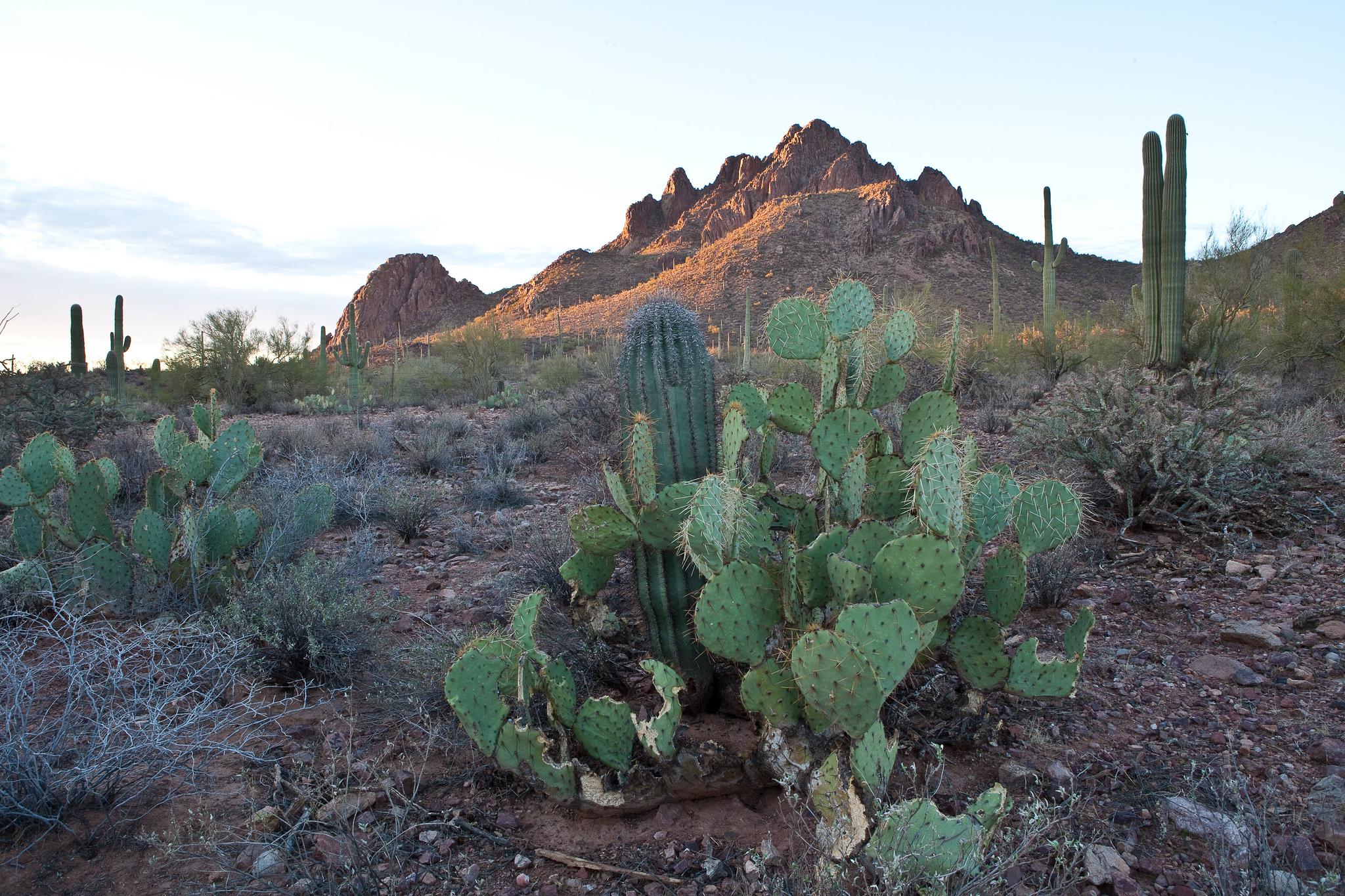